# 雀が丘

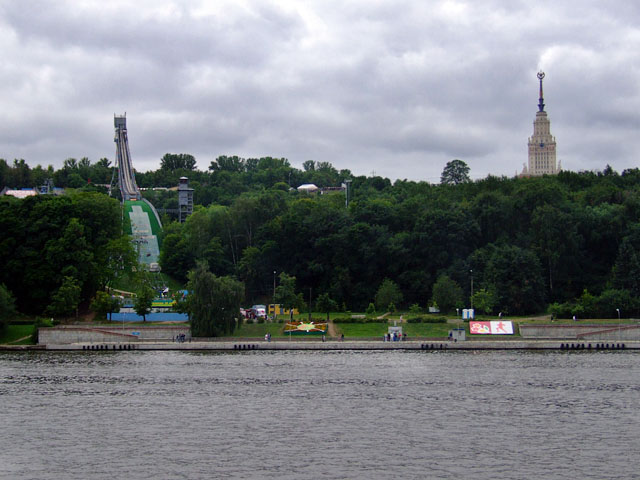
モスクワ川から雀の丘を見上げる。

雀が丘（すずめがおか）は、ロシアの首都モスクワ市の南西部にある小高い丘で、モスクワ大学のキャンパスがある。モスクワ川の南岸にあり、モスクワ市内を見渡せる。

## 名称
現地名称はヴァラビヨーヴィ・ゴールィ（ロシア語: Воробьёвы го́ры）で、直訳すれば「スズメの山々」である。この丘は英語の"Sparrow Hills"など、各言語で翻訳された名で知られており、日本でも日本語訳した「雀が丘」と呼びならわされている。「ヴォロビヨーヴォ・ゴールイ」の名称はもとのヴォロビヨーヴォ村からきている。ソ連時代の1935年にレーニンスキエ・ゴールイ（Ленинские горы、レーニン丘）と改称され、1999年に旧称に復した。

## 概要
モスクワの著名な観光地のひとつである。モスクワ川を見下ろし、川からの高さは50～60mである。川の対岸にルジニキ・スタジアム、少し離れて左手にノヴォデヴィチ女子修道院を望み、遠くモスクワ市内を見晴らすことができる。
展望台から下のモスクワ川へ降りる歩道があり、リフトもある。近年、スキージャンプ台が設置された。 
新婚のカップルが結婚届けを出したあと、よく訪れる所でもある｡ 景色がよく記念撮影によいというだけでなく、チュッチ族の神秘の森や雷神ペルーンの伝説が近くにあり、クトゥーゾフ将軍も近くの至聖三者大聖堂で対ナポレオン戦争の勝利を誓っているので、ここで結んだ誓いは破られないというパワースポットであるということにも依る｡
モスクワ大学の近くにはボリショイ・モスクワ国立サーカス、子供音楽劇場もある。

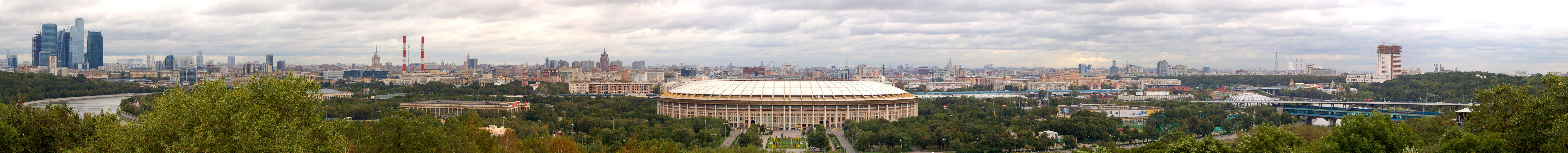
雀が丘からの景観　（左）「モスクワ・シティ」　（中央）ルジニキ・スタジアムとその遠方にクレムリン　（右）ロシア科学アカデミー

## 登場する文学
雀が丘は古くからモスクワの名所として知られていた。モスクワを背景にした文学、特にロシア文学でしばしば扱われている。
- レフ・トルストイ著『戦争と平和』第三巻三部

1812年ナポレオン率いる大陸軍はクトゥーゾフ率いるロシア軍とボロディーノの戦いでは互角に戦い、ロシア軍の退却でモスクワに入るが、大火で自身も退却を余儀なくされる。この箇所で雀が丘の記述がある。

## 交通
展望台の近くにモスクワ川を跨ぐルージキニ橋がある。橋は2層構造で、下段はモスクワ地下鉄1号線のヴォロビヨーヴイ・ゴールィ駅になっており、雀が丘の最寄り駅である。上段は道路で、モスクワ3号環状道路またはレーニンスキー大通りからコスイギン通り方面へつながる。モスクワ川遊覧クルーズで来ることもできる。

## 参照項目
- モスクワ大学